# Szublimáció
A szublimáció olyan halmazállapot-változás (fázisátalakulás), amelynél a szilárd halmazállapotú anyag átmegy gőzállapotba melegítés hatására anélkül, hogy közben folyékony állapotot venne fel. Energia (hő) kell a folyamat végbemenéséhez, ezért endoterm folyamatról beszélhetünk. A szublimáció általában az adott anyag hármaspontjánál alacsonyabb hőmérsékleten és nyomáson történik. Tipikus példa a jód, a kámfor, a szárazjég szublimációja, de kisebb mértékben is sok szilárd anyag szublimál, ezért érezzük a szagukat vagy illatukat. 0 °C alatt a vízjég, így a hó esetén is megfigyelhető a szublimáció.
Ellentétjét, a légnemű anyag megszilárdulását kristályosodásnak, deszublimációnak (vagy esetenként depozíciónak) nevezik. Ennél a folyamatnál viszont az anyag adja le az energiát (hőt) a környezetének, ezért ebben az esetben már exoterm folyamatról beszélünk.
A szublimáció elnevezés a latin sublimatio (felemelés) szóból származik.

## Definíció
A szublimáció definíciója az IUPAC megfogalmazásában: közvetlen átmenet szilárdból gőzzé, folyékony halmazállapot megjelenése nélkül.

## Gyakorlati alkalmazása
- Szilárd anyagok tisztítása
- Ruhák védelme molylepkék ellen naftalin szublimációjával
- Szárazjég, például koncerteken mesterséges köd létrehozása
- Instant italok előállítása

Például az instant kávé készítésének egyik módszere, a liofilezés, azaz a fagyasztva szárítás, melynek során szublimáció is történik:
- hagyják száradni a kávét, így magától elpárolog a benne lévő nedvesség
- a koncentrátumot -40 °C-ra hűtik
- légritka teret hoznak létre, így könnyebben létrejön a szublimáció, ekkor a jég elpárolog, a zamatanyagok nem károsodnak
- száraz kávépor a végeredmény.[3]